# Campeonato Mundial de Atletismo de 2007 - 800 m feminino
A competição dos 800 metros feminino no Campeonato Mundial de Atletismo de 2007 foi realizada no Estádio Nagai, em Osaka, no Japão, entre os dias 25 a 28 de agosto de 2007.

## Recordes
Antes desta competição, os recordes mundiais e do campeonato nesta prova eram os seguintes:
| Tipo                  | Atleta                | Tempo   | Local     | Data                |
| --------------------- | --------------------- | ------- | --------- | ------------------- |
|                       | Jarmila Kratochvílová | 1:53.28 | Munique   | 26 de julho de 1983 |
| Recorde do campeonato | Jarmila Kratochvílová | 1:54.68 | Helsinque | 9 de agosto de 1983 |

## Medalhistas
| Ouro                   | Prata                | Bronze               |
| Janeth Jepkosgei (KEN) | Hasna Benhassi (MAR) | Mayte Martínez (ESP) |

## Calendário
Todos os horários estão no horário local (UTC+9)
| Data         | Horário | Fase          |
| ------------ | ------- | ------------- |
| 25 de agosto | 19:30   | Eliminatórias |
| 26 de agosto | 19:35   | Semifinal     |
| 28 de agosto | 21:20   | Final         |

## Resultados

### Eliminatórias
Qualificação: Os 3 primeiros de cada bateria (Q) e os 6 melhores tempos (q) avançam para as semifinais.
| Pos. | Bateria | Atleta                   | Nacionalidade             | Tempo   | Notas                |
| ---- | ------- | ------------------------ | ------------------------- | ------- | -------------------- |
| 1    | 6       | Janeth Jepkosgei         | Quênia                    | 1:58.95 | Q,                   |
| 2    | 6       | Mayte Martínez           | Espanha                   | 1:59.58 | Q,                   |
| 3    | 6       | Lucia Klocová            | Eslováquia                | 1:59.72 | Q,                   |
| 4    | 6       | Agnes Samaria            | Namíbia                   | 1:59.76 | q, }                 |
| 5    | 5       | Sviatlana Usovich        | Bielorrússia              | 1:59.95 | Q,                   |
| 6    | 3       | Maria Mutola             | Moçambique                | 2:00.00 | Q                    |
| 7    | 1       | Svetlana Klyuka          | Rússia                    | 2:00.11 | Q                    |
| 8    | 3       | Jennifer Meadows         | Grã-Bretanha              | 2:00.14 | Q,                   |
| 9    | 3       | Brigita Langerholc       | Eslovênia                 | 2:00.20 | Q                    |
| 10   | 4       | Hasna Benhassi           | Marrocos                  | 2:00.31 | Q                    |
| 11   | 5       | Kenia Sinclair           | Jamaica                   | 2:00.35 | Q                    |
| 12   | 5       | Diane Cummins            | Canadá                    | 2:00.38 | Q                    |
| 13   | 6       | Élodie Guégan            | França                    | 2:00.43 | q,                   |
| 14   | 3       | Ewelina Sętowska-Dryk    | Polónia                   | 2:00.45 | q                    |
| 14   | 5       | Tetyana Petlyuk          | Ucrânia                   | 2:00.45 | q                    |
| 16   | 4       | Jemma Simpson            | Grã-Bretanha              | 2:00.47 | Q                    |
| 17   | 1       | Marian Burnett           | Guiana                    | 2:00.53 | Q                    |
| 18   | 3       | Elisa Cusma Piccione     | Itália                    | 2:00.54 | q                    |
| 19   | 5       | Hazel Clark              | Estados Unidos            | 2:00.61 | q                    |
| 20   | 4       | Liliana Popescu          | Roménia                   | 2:00.73 | Q                    |
| 21   | 5       | Seltana Aït Hammou       | Marrocos                  | 2:00.74 | Recorde da temporada |
| 22   | 1       | Amina Aït Hammou         | Marrocos                  | 2:00.85 | Q,                   |
| 23   | 6       | Svetlana Cherkasova      | Rússia                    | 2:00.93 |                      |
| 24   | 1       | Mihaela Stancescu-Neacsu | Roménia                   | 2:01.08 |                      |
| 25   | 4       | Tamsyn Lewis             | Austrália                 | 2:01.21 |                      |
| 26   | 2       | Olga Kotlyarova          | Rússia                    | 2:01.75 | Q                    |
| 27   | 2       | Marilyn Okoro            | Grã-Bretanha              | 2:01.79 | Q                    |
| 28   | 2       | Zulia Calatayud          | Cuba                      | 2:01.81 | Q                    |
| 29   | 2       | Alysia Johnson           | Estados Unidos            | 2:02.11 |                      |
| 30   | 4       | Yuliya Krevsun           | Ucrânia                   | 2:02.45 |                      |
| 31   | 1       | Alice Schmidt            | Estados Unidos            | 2:02.49 |                      |
| 32   | 2       | Rosibel García           | Colômbia                  | 2:02.86 |                      |
| 33   | 1       | Josiane Tito             | Brasil                    | 2:03.70 |                      |
| 34   | 4       | Rikke Rønholt            | Dinamarca                 | 2:03.75 | Recorde da temporada |
| 35   | 2       | Qing Liu                 | China                     | 2:04.35 |                      |
| 36   | 3       | Eliane Saholinirina      | Madagáscar                | 2:06.57 | Recorde pessoal      |
| 37   | 3       | Fatimoh Muhammed         | Libéria                   | 2:07.28 | Recorde nacional     |
| 38   | 4       | Ayako Jinnouchi          | Japão                     | 2:07.34 |                      |
| 39   | 2       | Lillian Silva            | Angola                    | 2:09.17 |                      |
| 40   | 6       | Elizet Banda             | Zâmbia                    | 2:09.90 |                      |
| 41   | 1       | Natalia Gallego          | Andorra                   | 2:13.46 |                      |
| 42   | 1       | Emilia Mikue Ondo        | Guiné Equatorial          | 2:15.72 | Recorde nacional     |
| 43   | 6       | Mireille Derebona        | República Centro-Africana | 2:30.08 | Recorde da temporada |
| 44   | 3       | Gharid Ghrouf            | Palestina                 | 2:30.35 | Recorde pessoal      |
| 45   | 5       | Nicole Layson            | Guam                      | 2:36.14 |                      |
| -    | 5       | Marcela Britos           | Uruguai                   | DNS     |                      |

### Semifinal
Qualificação: Os 2 primeiros de cada bateria (Q) e os 2 melhores tempos (q) avançam para as finais.
| Pos. | Bateria | Atleta                | Nacionalidade  | Tempo   | Notas                |
| ---- | ------- | --------------------- | -------------- | ------- | -------------------- |
| 1    | 3       | Janeth Jepkosgei      | Quênia         | 1:56.17 | Q,                   |
| 2    | 3       | Hasna Benhassi        | Marrocos       | 1:56.84 | Q,                   |
| 3    | 3       | Maria Mutola          | Moçambique     | 1:56.98 | q,                   |
| 4    | 1       | Sviatlana Usovich     | Bielorrússia   | 1:58.11 | Q,                   |
| 5    | 3       | Brigita Langerholc    | Eslovênia      | 1:58.41 | q,                   |
| 6    | 1       | Olga Kotlyarova       | Rússia         | 1:58.56 | Q                    |
| 7    | 1       | Lucia Klocová         | Eslováquia     | 1:58.62 | Recorde pessoal      |
| 8    | 1       | Elisa Cusma Piccione  | Itália         | 1:58.63 | Recorde pessoal      |
| 9    | 2       | Svetlana Klyuka       | Rússia         | 1:58.97 | Q                    |
| 10   | 2       | Mayte Martínez        | Espanha        | 1:59.32 | Q,                   |
| 11   | 3       | Jennifer Meadows      | Grã-Bretanha   | 1:59.39 | Recorde pessoal      |
| 12   | 3       | Élodie Guégan         | França         | 1:59.46 | Recorde pessoal      |
| 13   | 2       | Amina Aït Hammou      | Marrocos       | 1:59.51 | Recorde da temporada |
| 14   | 2       | Marilyn Okoro         | Grã-Bretanha   | 1:59.63 | Recorde pessoal      |
| 15   | 1       | Liliana Popescu       | Roménia        | 2:00.07 | Recorde da temporada |
| 16   | 2       | Kenia Sinclair        | Jamaica        | 2:00.25 |                      |
| 17   | 1       | Jemma Simpson         | Grã-Bretanha   | 2:00.48 |                      |
| 18   | 1       | Diane Cummins         | Canadá         | 2:00.51 |                      |
| 19   | 2       | Tetyana Petlyuk       | Ucrânia        | 2:00.90 |                      |
| 20   | 3       | Ewelina Sętowska-Dryk | Polónia        | 2:01.02 |                      |
| 20   | 2       | Marian Burnett        | Guiana         | 2:01.02 |                      |
| 22   | 3       | Agnes Samaria         | Namíbia        | 2:02.25 |                      |
| 23   | 1       | Hazel Clark           | Estados Unidos | 2:02.92 |                      |
| 24   | 2       | Zulia Calatayud       | Cuba           | 2:06.97 |                      |

### Final
A final ocorreu dia 28 de agosto às 21:20.
| Pos.              | Atleta             | Nacionalidade | Tempo   | Notas           |
| ----------------- | ------------------ | ------------- | ------- | --------------- |
| Medalha de ouro   | Janeth Jepkosgei   | Quênia        | 1:56.04 | ,               |
| Medalha de prata  | Hasna Benhassi     | Marrocos      | 1:56.99 |                 |
| Medalha de bronze | Mayte Martínez     | Espanha       | 1:57.62 | Recorde pessoal |
| 4                 | Olga Kotlyarova    | Rússia        | 1:58.22 |                 |
| 5                 | Brigita Langerholc | Eslovênia     | 1:58.52 |                 |
| 6                 | Sviatlana Usovich  | Bielorrússia  | 1:58.92 |                 |
| 7                 | Svetlana Klyuka    | Rússia        | 2:00.90 |                 |
| -                 | Maria Mutola       | Moçambique    | DNF     |                 |

Legenda
| Recorde mundial       | Recorde mundial (World record)               |                       | Recorde africano                      | Recorde africano (African) |                                           | Q | Classificado por posição (Qualified) |
| Recorde do campeonato | Recorde do campeonato (Championship record)  | Recorde da América    | Recorde da América (Americas)         | q                          | Classificado por melhor tempo (Qualified) |   |                                      |
| Melhor marca do ano   | Melhor marca do ano (World leading)          | Recorde asiático      | Recorde asiático (Asian)              | DNS                        | Não largou (Did not start)                |   |                                      |
| Recorde nacional      | Recorde nacional (National record)           | Recorde europeu       | Recorde europeu (European)            | DNF                        | Não terminou (Did not finish)             |   |                                      |
| Recorde pessoal       | Recorde pessoal do atleta (Personal best)    | Recorde da Oceania    | Recorde da Oceania (Oceania)          | DSQ / DQ                   | Desclassificado (Disqualified)            |   |                                      |
| Recorde da temporada  | Recorde da temporada do atleta (Season best) | Recorde sul-americano | Recorde sul-americano (South America) | NM                         | Sem marca (No mark)                       |   |                                      |